# Dichaetomyia mediocris
Dichaetomyia mediocris är en tvåvingeart som först beskrevs av Stein 1913.  Dichaetomyia mediocris ingår i släktet Dichaetomyia och familjen husflugor. Inga underarter finns listade i Catalogue of Life.